# デンソ・カシウス
デンソ・カシウス（Denso Kasius，2002年10月6日 - ）は、オランダ・南ホラント州デルフト出身のサッカー選手。AZアルクマール所属。ポジションはディフェンダー。

## 経歴

### クラブ
2021年1月、オランダのFCフォレンダムにレンタル移籍した。
2022年1月30日、イタリアのボローニャFCに移籍した。
2023年1月26日、オーストリア・ブンデスリーガのSKラピード・ウィーンへ2022-23シーズン終了までレンタル移籍をした。
2023年7月、AZアルクマールに4年契約で移籍した。